# هیولا (فیلم ۲۰۰۳)
هیولا (به انگلیسی: Monster) فیلمی در ژانر زندگینامه‌ای، جنایی، درام به نویسندگی و کارگردانی پتی جنکینز است. این فیلم داستان واقعی را دربارهٔ نخستین آدم‌کشی زنجیره‌ای زن در تاریخ آمریکا، به نام آیلین وورنوس بیان می‌کند. وورنوسی که در سال ۲۰۰۲ به جرم کشتن حداقل ۷ مرد در اواخر دهه ۸۰ و اوایل دهه ۹۰ میلادی اعدام شد. نقش وورنوس را در فیلم، شارلیز ترون بازی کرده و نقش معشوقه وورنوس (سلبی) را کریستینا ریچی بازی کرده است.
ترون برای بازی در این نقش، توانست جوایز متعددی همچون جایزه اسکار بهترین بازیگر نقش اول زن، گلدن گلوب و جایزه انجمن بازیگران فیلم را کسب کند.

## داستان
در سال ۱۹۸۹، آیلین وورنوس (شارلیز ترون) که به کار تن‌فروشی مشغول است، پس از نقل مکان به میشیگان، دیتونا بیچ، فلوریدا و بخاطر زندگی سختی که دارد، تصمیم به خودکشی می‌گیرد، اما دست از اینکار برداشته و به یک کلوب شبانه رفته و در آنجا با سلبی (کریستینا ریچی) آشنا می‌شود. آن دو در آن شب با هم دوستان خوبی می‌شوند و سلبی از آیلین می‌خواهد تا شب را در خانه وی بگذارند. این شروع دوستی بسیار نزدیک این دو بود که به مسائل جنسی هم ختم شد. وورنوس در یک شب کاری خود، بخاطر تجاوز مشتری اش، از شدت خشم وی را به ضرب گلوله می‌کشد و این موضوع را به سلبی اطلاع می‌دهد و تصمیم می‌گیرد تا به سراغ کار دیگری برود و فاحشگی را کنار بگذارد. اما هیچ‌کس حاضر نمی‌شود تا به وی بخاطر نداشتن مدارک تحصیلی کار بدهد و چون وی نیاز به پول دارد، تصمیم می‌گیرد تا به شغل قبلی خود برگشته و با کشتن مشتری‌های خود، پول و لوازم قیمتی آن‌ها را برداشته و فرار کند و…

## بازیگران
- شارلیز ترون در نقش آیلین وورنوس
- کریستینا ریچی در نقش سلبی وال
- بروس درن در نقش توماس
- لی ترگسن در نقش وینسنت کوری
- آنی کورلی در نقش دونا
- پروییت تیلور وینس در نقش جان / جان لکنت زبان
- مارکو سنت جان در نقش ایوان / آندرکاور جان
- مارک مک‌کالی در نقش ویل / ددی جان
- اسکات ویلسون در نقش هورتن / آخرین جان
- کین هادر در نقش پلیس

## وضعیت

### فروش
فیلم ابتدا در دسامبر ۲۰۰۳ و به صورت محدود اکران شد و در همان هفته اول نمایش خود، بیش از ۸۶ هزار دلار فروخت. اما اکران اصلی فیلم از حدود ۱ ماه بعد و در ژانویه ۲۰۰۴ آغاز شد و توانست فروش بسیار خوب ۳٬۳۹۷٬۴۰۴ دلار را برای خود به ثبت برساند. فیلم در مجموعه در آمریکا به فروش ۳۴٬۴۶۹٬۲۱۰ دلار رسید و در خارج از آمریکا نیز فروش ۲۵٬۹۰۹٬۳۷۴ دلار را به ثبت رساند تا در مجموع، فروش ۶۰٬۳۷۸٬۵۸۴ دلار را برای خود به ثبت برساند که با توجه به اینکه فیلم، یک فیلم مستقل بود، فروش بسیار خوبی داشت.

### نقدها
فیلم نقدهای بسیار مثبتی دریافت کرد و اکثر کارشناسان روی بازی خیره‌کننده شارلیز ترون در فیلم تأکید داشتند. ترون برای بازی در این نقش ۳۰ پوند به وزنش اضافه کرد و گریم‌ها و جراحی‌های بسیار سنگینی را روی خود انجام داد. راجر ایبرت؛ منتقد معروف سینمایی، فیلم را نه تنها بهترین فیلم سال خواند بلکه بازی ترون در فیلم را چنین خوانده بود «کاری که شارلیز ترون در این فیلم انجام داده است، فراتر از یک بازی است و وی این نقش را برای ما مجسم کرده است». ایبرت همچنین بازی ترون را در این فیلم، یکی از بهترین اجراها در تاریخ سینما می‌داند.
ترون برای بازی در این فیلم، جوایز زیادی را به‌دست آورد و با این فیلم شهرت جهانی پیدا کرد.

## موسیقی
تمام ترانه‌های این اثر، ساخته بی‌تی است.
1. "Childhood Montage"
2. "Girls Kiss"
3. "The Bus Stop"
4. "Turning Tricks"
5. "First Kill"
6. "Job Hunt"
7. "Bad Cop"
8. "'Call Me Daddy' Killing"
9. "I Don't Like It Rough"
10. "Ferris Wheel (Love Theme)"
11. "Ditch The Car"
12. "Madman Speech"
13. "Cop Killing"
14. "News On TV"
15. "Courtroom"